# Muchajjam al-Imarat
Muchajjam al-Imarat (znany także jako Murajdżib al-Fuhud) – obóz uchodźców w Jordanii, w muhafazie Az-Zarka. W 2015 roku przebywało w nim 15 185 osób.